# Megaphragma polilovi
Megaphragma polilovi (лат.) — вид хальцидоидных наездников рода Megaphragma из семейства Trichogrammatidae. Италия. Назван в честь российского энтомолога Алексея Полилова (МГУ) за его вклад в исследование миниатюризации насекомых.

## Описание
Наездники микроскопических размеров (менее 0,3 мм). Основная окраска коричневая. Усики пятичлениковые (без аннелюса); педицель почти вдвое длиннее жгутика; жгутик немного длиннее своей ширины, с 3 микротрихиями и 1 сенсиллой ASC; базальный членик булавы С1 короче центрального (или апикального) членика булавы С2; C1 с 17 микротрихиями, сенсиллой SS и 2 сенсиллами UST; C2 с сенсиллой SB, 2 микротрихиями, сенсиллой SS и 4 удлиненными многопоровыми плакоидными сенсиллами MPS, выходящими за вершину булавы. Паразитируют на трипсах Heliothrips haemorrhoidalis. Впервые описан в 2022 году. Вид включён в видовую группу mymaripenne-group. Ранее этот вид ошибочно цитировался как Megaphragma mymaripenne, от которого он отличается строением усиков.

## Распространение
Италия.